# Fermín Galeote
Fermín Galeote Martín nace el (18 de noviembre de 1963, Sevilla). Es un entrenador de fútbol que dirige actualmente al Sevilla C.
Reside en la localidad sevillana de La Algaba. Está casado y es padre de dos hijos.

## Trayectoria profesional

### Como futbolista
Formó parte de las categorías inferiores del Sevilla FC, llegando a debutar con el Sevilla FC en Primera División en la temporada 1984/1985.
Debido a una grave lesión de rodilla el mismo día de su debut, tuvo que abandonar el fútbol poco tiempo después, dedicándose desde entonces a desempeñar una temprana carrera en el organigrama técnico de las categorías inferiores del Sevilla.

### Como entrenador
Desde su retirada, Galeote ha desempeñado labores técnicas en los diversos filiales del Sevilla FC, logrando numerosos títulos que lo avalan como entrenador.
Es, de la misma forma, el principal artífice de la consecución de las carreras profesionales en la élite del fútbol, de jóvenes promesas que estuvieron a su mando; desde Carlos Marchena o Sergio Ramos a los más reciente Diego Perotti, Federico Fazio o Lolo Ortiz.
Fermín asume el cargo de entrenador en el 2003, del recién creado Sevilla C, logrando, hasta 2007 cuatro ascensos consecutivos, llevando al equipo a categoría nacional y dejándolo en Tercera División.
Tras la precipitada marcha de Juande Ramos en la temporada 2007/2008 al Tottenham Hotspurs, Manolo Jiménez, entrenador del Sevilla Atlético, abandona su puesto para ocupar la vacante que deja libre el entrenador del primer equipo. Por otra parte, Fermín suple a Jiménez haciéndose cargo del recién ascendido Sevilla Atlético. En su primera temporada logra permanecer en Segunda División, ocupando una meritoria 9ª plaza, lo que supone que el filial mantiene la permanencia en esta categoría por primera vez en su historia.
En su segunda temporada, tras haber promocionado hacia el primer equipo y a la primera división a numerosos integrantes del filial (Casado, Lolo, Prieto, Crespo, Perotti, Armenteros, De la Bella, Mar Valiente o Pukki), no logra consolidar a la nueva camada de jugadores y obtiene malos resultados, que arrojan al equipo a los últimos puestos de la clasificación, por lo que es cesado de su cargo en favor de Diego Rodríguez. Finalmente, el equipo desciende a Segunda División B. 
Posteriormente, Fermín pasa a ocupar un puesto en la dirección deportiva del Sevilla FC.
Tiempo después, Fermín vuelve al cargo de entrenador del Sevilla C, dónde logró sus más sonados éxitos,  sin abandonar sus labores dentro del organigrama técnico del club. 